# George Robert Gray
George Robert Gray (Chelsea, 8 de julho de 1808 – Londres, 6 de maio de 1872) foi um zoólogo inglês, chefe da secção de ornitologia do Museu Britânico de Londres durante 41 anos. Era irmão mais novo de John Edward Gray.

## Biografia
A publicação mais importante de George Gray foi Genera of Birds (1844-49), ilustrada por David William Mitchell e Joseph Wolf, que incluía 46 000 referências.
Começou a sua carreira no Museu Britânico como curador assistente na área de Zoologia, em 1831. Os seus primeiros trabalhos consistiram na catalogação de insectos, o que o levou a publicar Entomologia da Austrália (1833), assim como a colaborar na secção de entomologia da edição inglesa da obra de Georges Cuvier, Reino Animal.
A descrição de Gray, da espécie Locustella fasciolata (Gray's Grasshopper Warbler, em inglês), apareceu em 1860, sendo nomeada a ave em sua honra. O espécimen havia sido recolhido por Alfred Russel Wallace nas Molucas.

## Obras

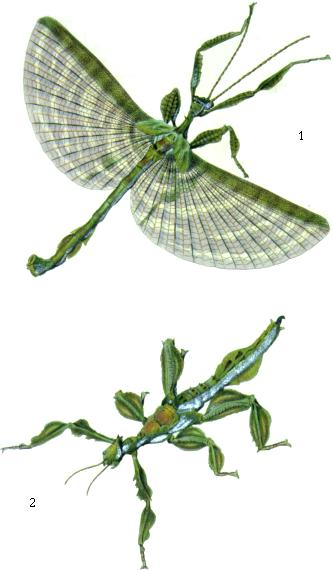
Trabalho de George Robert Gray.

- 1831 The Zoological Miscellany Zool. Miscell. (1): [1] 1–40
- 1833 The Entomology of Australia, in a series of Monographs. Part I. The Monograph of the Genus Phasma. Londres.
- 1835 Synopsis of the species of insects belonging to the family of Phasmidae. Londres, Longmans. 48pp.
- 1844 List of the specimens of birds in the collection of the British Museum. Londres, Trustees of the British Museum.
- 1846 Descriptions and Figures of some new Lepidopterous Insects chiefly from Nepal. Londres, Longman, Brown, Green, and Longmans.
- 1843 Description of several species of the genus Phyllium. Zoologist, (1)1: 117–123.
- 1852 Catalogue of Lepidopterous Insects in the British Museum. Part 1. Papilionidae. [1853 Jan], "1852" iii + 84pp., 13pls.
- 1871 A fasciculus of the Birds of China. Londres, Taylor and Francis.
- com Richard Bowdler Sharpe, The Zoology of the Voyage of HMS Erebus & HMS Terror. Birds of New Zealand., 1875. A edição revista de Gray (1846) (1875).